# Julien Antomarchi
Julien Antomarchi (Marsella, Francia, 16 de mayo de 1984) es un ciclista francés.
Fue stagiaire en 2009 con el equipo Skil-Shimano. Debutó como profesional en 2011 con el equipo La Pomme Marseille.

## Biografía
Originario del barrio de la Pomme en Marsella comenzó en el ciclismo en 2001 con el club local Vélo Club La Pomme Marseille.
En 2009 estuvo a prueba con el equipo Skil-Shimano. Al no darle este equipo un contrato continuó en 2010 en el Vélo Club La Pomme Marseille. Pasó a profesional en 2011 con el equipo continental La Pomme-Marseille. Consiguió su primera victoria profesional al ganar la segunda etapa del Tour de Haut-Var por delante de Thomas Voeckler quien se impuso en la general final y dejó ganar así a Julien Antomarchi.
En 2012 fichó por el equipo Team Type 1-Sanofi. Sin embargo volvió al equipo La Pomme Marseille en 2013. Para la temporada 2015 recaló en las filas del conjunto Roubaix-Lille Métropole. Allí estuvo hasta su retirada en 2021, siendo el Boucles de l'Aulne su última carrera.

## Palmarés
| 2006 (como amateur) - 1 etapa del Tour de la Somme 2008 (como amateur) - 1 etapa del Tres Días de Vaucluse - 1 etapa del Tour de Bretaña 2009 (como amateur) - 1 etapa del Tour de Alsacia 2010 (como amateur) - 1 etapa del Kreiz Breizh Elites - 1 etapa de la Ronde de l'Oise 2011 - 1 etapa del Tour de Haut-Var | 2013 - 1 etapa del Mzansi Tour 2014 - Tour de Hainan, más 2 etapas 2015 - 1 etapa del Tour de Alsacia 2018 - 1 etapa del Tour de Bretaña - Gran Premio de la Ville de Nogent-sur-Oise 2019 - 3.º en el Campeonato de Francia Contrarreloj |